# Luxemburgs damlandslag i basket
Luxemburgs damlandslag i basket representerar Luxemburg i basket på damsidan. Laget spelade sina första tävlingsmatcher i kvalet till Europamästerskapet 1974.

### Fotnoter
1. ↑  ”Women European Championship 1974 Qualification” (på engelska). Sport Statistics. 11 mars 1974. Arkiverad från originalet den 6 mars 2016. https://web.archive.org/web/20160306044125/http://www.todor66.com/basketball/Europe/Women_Q_1974.html. Läst 28 juni 2015.